# Марано (Казерта)
Марано је насеље у Италији у округу Казерта, региону Кампанија.
Према процени из 2011. у насељу је живело 38 становника. Насеље се налази на надморској висини од 48 м.